# 1620 en science
| Années de la science : 1617 - 1618 - 1619 - 1620 - 1621 - 1622 - 1623    |
| Décennies de la science : 1590 - 1600 - 1610 - 1620 - 1630 - 1640 - 1650 |

Cet article présente les faits marquants de l'année 1620 en science.

## Événements
- Le Hollandais Cornelis Drebbel fait la démonstration d'un sous-marin navigable dans la Tamise, à Londres[1].

## Publications
- Francis Bacon : Novum Organum. Paru en latin, l'auteur y expose une logique nouvelle qu'il oppose à l'antique méthode d'Aristote ;
- Brice Bauderon : Praxis medica in duos tractatus distincta, Paris, 1620, in-4° ;
- Gaspard Bauhin : Enumeratio plantarum ab herboriis nostro saeculo descriptarum cum corum differentiis, 1620 ;
- Jean Béguin : Les Elemens de Chymie de Maistre Jean Béguin, reveus, expliquez et augmentez par Jean Lucas de Roy, Mathieu le Maistre, Paris,  1620 ;
- Juan de Pablo Bonet : Reduction de las letras y Arte para enseñar á ablar los Mudos ;  Abarca de Angulo, Madrid, 1620 . (Traduit en français : Réduction des lettres à leurs éléments primitifs et art d'enseigner à parler aux muets, traduction de E. Bassouls et A. Boyer, Paris, 1891) ;
- Henry Briggs : Euclidis Elementorum VI. libri priores, Londres, 1620, in-folio ;
- Jan Brożek : Arithmetica integrorum ;
- Jost Bürgi : Arithmetische und geometrische Progress-tabulen, sambt gründlichem unterricht, wie solche nützlich in allerley Rechnungen zugebrauchen und verstanden werden sol, Prague, 1620. Une table de logarithmes ;
- Salomon de Caus : Hortus Palatinus, Francfort, De Bry, 1620 Architectura - Les livres d'Architecture;
- Edmund Gunter : Canon triangulorum, 1620 ;
- Giovanni Antonio Magini : Italia ou Atlante geografico d'Italia (Atlas géographique de l'Italie), 1620, posthume ;
- Théodore de Mayerne : Pictoria sculptoria & quae subalternarum artium, 1620 ;
- Vespasien Robin : Histoire des plantes nouvellement trouvées en l'isle Virginie, lesquelles ont été prises et cultivées au jardin de M. Robin ;
- Angelo Sala : Aphorismorum Chymiatricorum Synopsis, Brème, 1620 ;
- Christoph Scheiner : Oculus, hoc est: Fundamentum opticum, Innsbruck, 1620, Gallica ;
- Theodor Zwinger : Physiologia mediça Th, Paracehi dogmatibus illystruta, 1620, in-8.

## Naissances

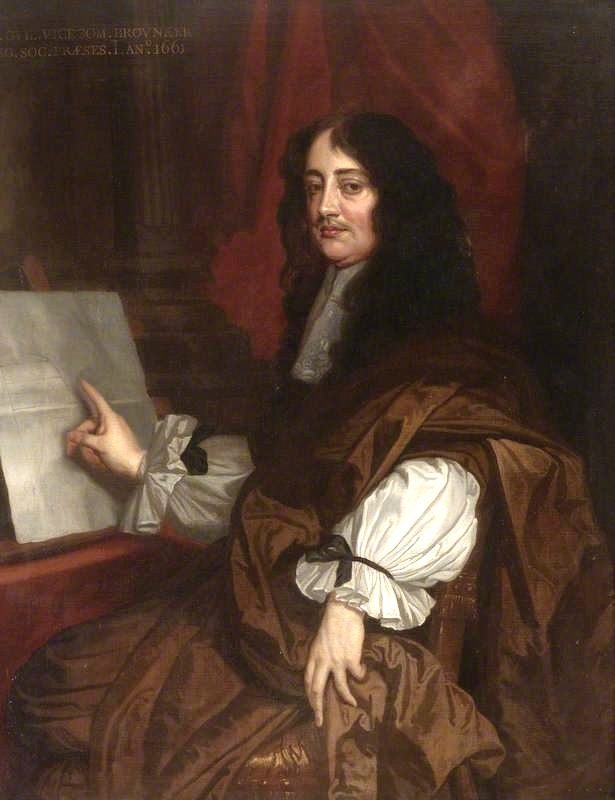
William Brouncker

- 13 mars : Laurent Rooke (mort en 1662), astronome et mathématicien anglais.
- 24 avril : John Graunt (mort en 1674), statisticien et l'un des premiers démographes britannique.
- 3 juillet : Raffaello Fabretti (mort en 1700), évêque et archéologue italien.
- 21 juillet : Jean Picard (mort en 1682), astronome et géodésien français Il a calculé que le rayon de la Terre était de 6 372 km (au lieu de 6 357 km).

- Nicolaus Mercator (mort en 1687), mathématicien allemand.
- Robert Morison (mort en 1683), botaniste écossais.
- William Brouncker (mort en 1684), linguiste et mathématicien anglais. Il a donné un développement en fraction continue généralisée de 4 / π.
- Vers 1620
  - Pierre Borel (mort en 1671), médecin, botaniste et érudit français.
  - Jean Kunckel (mort en 1638), chimiste allemand.
  - Edme Mariotte (mort en 1684), physicien français, connu pour avoir observé que le volume des gaz varie inversement à la pression, fait qui avait été découvert en 1660 par Robert Boyle.
  - Melchisédech Thévenot (mort en 1692), écrivain et physicien français.

## Décès
- Janvier : Joris van Spilbergen (né en 1568), navigateur néerlandais.
- Février : Simon Stevin (né en 1548), ingénieur, mécanicien et mathématicien flamand. Son apport à la statique est très important.
- 5 mars : Giovanni Francesco Sagredo (né en 1571), mathématicien italien.
- 16 décembre : Guillaume de Nautonier de Castelfranc (né en 1560), astronome et géographe français, célèbre pour son ouvrage Mécométrie de l'aimant publié en 1611.

- Alexander Anderson (né vers 1582), mathématicien écossais.
- Jean Béguin (né en 1550), chimiste français auteur de l'un des premiers livres de chimie.